# Enric Sió
Enric Sió i Guardiola (1942-1998) est un auteur de bande dessinée espagnol. Collaborateur de nombreuses revues grand public, il se distingue cependant par des mises en pages et une narration audacieuses qui en font un « illustrateur réaliste d'avant-garde ». Malgré plusieurs traductions, il est peu connu en France.

## Publications en français
- L'Homme des pyramides (dessin), avec Gino D'Antonio (scénario), Dargaud, coll. « Un homme une aventure », 1979  (ISBN 2205013319).
- Mes peurs, Dargaud, coll. « Pilote », 1980  (ISBN 2205016962).
- Ça va chauffer !! (dessin), avec Miro Milani (scénario), CFE, 1981[2].

## Récompense
- 1969 :  Avis de mérite du salon international des bandes dessinées de Lucques